# JTBC
A JTBC (hangul: 제이티비씨, Cseithibissi, RR: Jeitibissi; Joongang Tongyang Broadcasting Company rövidítése) dél-koreai televíziós műsorszolgáltató és műsorkészítő vállalat, tulajdonosi hányadának legnagyobb része, 25%-a a The Joongang Group tulajdona. A kábeltelevíziós csatorna 2011. december 1-jén indult el.
A JTBC a korábban a Samsung tulajdonában lévő JoongAng Ilbo által működtetett TBS csatornából született újra, melyet még 1980-ban szüntettek meg és olvasztottak bele a KBS-be.

## Kábelcsatorna-programok
A csatorna saját gyártású televíziós sorozatokat és varietéműsorokat is vetít. Sorozatai közé olyan művek is tartoznak, melyek a legnézettebb kábeltelevíziós sorozatok között az élen szerepelnek. 2020-ban a The World of the Married című sorozatuk minden kábeltelevíziós nézettségi rekordot megdöntött.
| #  | Sorozat                         | Epizódok száma | Legnagyobb nézettség (AGB Nielsen) |
| -- | ------------------------------- | -------------- | ---------------------------------- |
| 1  | The World of the Married        | 16             | 28,371%                            |
| 2  | Sky Castle                      | 20             | 23,779%                            |
| 3  | Bosszúra éhesen (Itaewon Class) | 16             | 16,548%                            |
| 4  | The Lady in Dignity             | 20             | 12,065%                            |
| 5  | The Light in Your Eyes          | 12             | 9,731%                             |
| 6  | Strong Girl Bong-soon           | 16             | 9,668%                             |
| 7  | Childless Comfort               | 40             | 9,230%                             |
| 8  | Misty                           | 16             | 8,452%                             |
| 9  | Something in the Rain           | 16             | 7,281%                             |
| 10 | Beautiful World                 | 16             | 5,785%                             |

## Elismerések
| Év   | Díj                         | Kategória                                    | Díjazott | Eredmény | Hiv.  |
| ---- | --------------------------- | -------------------------------------------- | -------- | -------- | ----- |
| 2019 | 23. Asian Television Awards | Az év kábel- és műholdas televíziócsatornája | JTBC     | Elnyerte | [ 7 ] |